# Moen
Moen er en by der er administrationscenter i Målselv kommune i Troms og Finnmark fylke i Norge. Byen har 	859 indbyggere (2012), og ligger langs den nedre del af Målselva og er delt i to dele, Moen og Olsborg. Kommuneadministrationen holder til i Moen, mens skoler og de fleste forretninger ligger i Olsborg.
Her findes Høgtun videregående skole, med studieretninger for estetiske fag. Hovedkontoret for avisen Nye Troms ligger også i Moen. fylkesvei 854, som går mellem Målsnes og Rundhaug, går gennem hele byen, og bliver krydset af Europavej E6 midt mellem Moen og Olsborg.